# Georges Parcheminey
Georges Parcheminey (Ronchamp, 21 aprile 1888 – Parigi, 29 luglio 1953) è stato un neurologo e psicoanalista francese.

## Biografia
Georges Parcheminey nacque in una famiglia alto-borghese, con il padre ingegnere minerario e la madre insegnante di musica. Studiò medicina a Parigi, laureandosi nel 1917, anno in cui si sposò. Richiamato e ferito in guerra, al rientro divenne neurologo, occupandosi di isteria e lavorando al Centre hospitalier Sainte-Anne.
Fu analizzato da Rudolph Loewenstein e divenne psicoanalista, formando a propria volta Maurice Bouvet, Francis Pasche e Jean-Paul Valabrega.
Fondò con René Allendy, Édouard Pichon, Marie Bonaparte, Eugénie Sokolnicka, Angelo Hesnard, Adrien Borel e Rudolph Loewenstein la "Société psychanalytique de Paris" (SPP), prima società di analisti freudiani di Parigi (ne fu presidente nel periodo 1930-31).
Divenne Cavaliere della Legion d'Onore e praticò fino all'anno della sua morte, avvenuta nel 1953, a 65 anni.
Suoi articoli sono stati ripescati e sono usciti sulla "Revue française de psychosomatique" (P.U.F., 1991-).

## Opere
- Sur les traitements psychothérapiques courts d'inspiration freudienne chez les enfants, in "Revue Française de Psychanalyse", II, 4, 1928 (con Édouard Pichon)
- La Conception psychanalytique de l'hystérie, Paris: Doin, 1933 (con Rodolphe Loewenstein)
- Le Problème de l'hystérie, Paris: Denoël et Steele, 1935
- Exposé clinique d'un cas d'impuissance, Paris: Denoël et Steele, 1936
- La Question de l'hypnotisme, Berne: Hans Huber, 1944 (con Henri Piéron)
- La Problématique du psycho-somatique, in "Revue Française de Psychanalyse", XII, 2, 1948
- De la magie à la psychanalyse, Paris: Palais de la Découverte, 1951